# Geração sanduíche

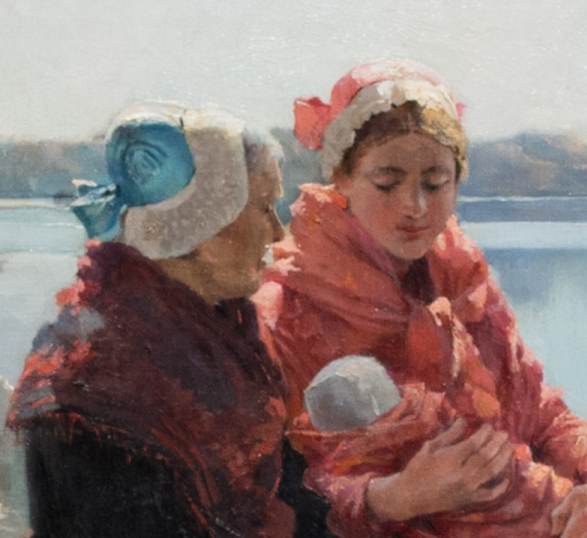
Na Geração sanduíche, os adultos precisam cuidar, ao mesmo tempo, das gerações mais velhas e mais novas.

Geração sanduíche é um termo usado para designar um grupo de pessoas adultas de meia-idade que cuidam, ao mesmo tempo, de seus pais idosos, de seus próprios filhos, e por vezes de seus próprios netos. O termo não se refere a uma geração ou coorte específica - como Geração Grandiosa, Baby Boomers e afins - mas um fenômeno que pode afetar qualquer pessoa cujos pais e filhos precisem de apoio ao mesmo tempo.
O fenômeno foi reconhecido no final do Século XX, quando as mudanças na expectativa de vida e uma idade mais avançada para engravidar significavam que as mães muitas vezes tinham filhos pequenos e pais frágeis ao mesmo tempo. Por exemplo, no início do Século XX, uma mulher poderia ter seu primeiro filho por volta dos 20 anos, quando seus próprios pais tinham cerca de 40 anos e normalmente não precisavam de nenhum cuidado especial. Mais recentemente, nos países desenvolvidos, as mulheres costumam ter filhos perto dos 30 anos, quando seus próprios pais têm cerca de 60 anos e, portanto, correm um risco muito maior de precisar de apoio antes que os netos se tornem adultos. Além disso, no início daquele século, as famílias tinham mais filhos.
Essas pessoas "espremidas" tornam-se responsáveis por cuidar de seus pais e filhos ao mesmo tempo. Eles podem ajudar seus entes queridos com funcionamento diário, serviços médicos e supervisão, dando medicamentos e auxiliando nas dificuldades financeiras, legais e emocionais de seus entes queridos, bem como deles próprios.

## Conceito e Definição
O termo geração sanduíche foi introduzido no trabalho social e nas comunidades de gerontologia, respectivamente, por Dorothy Miller e Elaine Brody em 1981. A construção refere-se originalmente a mulheres mais jovens na casa dos trinta e quarenta anos que cuidavam de seus filhos, netos, mas também tendo que atender às necessidades de seus pais, empregadores, amigos e outros.
À medida que as pessoas estão vivendo mais e as crianças estão crescendo e precisando de cuidados contínuos, o "sanduíche" é sentido tanto por homens quanto por mulheres na faixa dos cinquenta e sessenta anos. A demografia pode continuar a mudar, mas a ideia permanece a mesma, com pesquisas recentes enfocando o conceito da "geração sanduíche sênior".
Carol Abaya, pesquisadora estadunidense reconhecida nacionalmente como especialista em questões de envelhecimento e cuidados com idosos/pais nos EUA, categorizou os diferentes cenários envolvidos em fazer parte da geração sanduíche da seguinte maneira:
- Geração sanduíche tradicional: aquela que fica entre pais idosos que precisam de cuidados e/ou ajuda e seus próprios filhos.
- Sanduíche club: aqueles na faixa dos 40, 50 ou 60 anos espremidos entre pais idosos, filhos adultos e netos, ou aqueles na faixa dos 20, 30 e 40 anos, com filhos pequenos, pais idosos e avós. É nomeado após o sanduíche de várias camadas .
- Sanduíche aberto: qualquer outra pessoa envolvida no atendimento ao idoso.